# Юбайкулево
Юбайку́лево (рос. Юбайкулево, башк. Юбайкүл) — присілок у складі Мішкинського району Башкортостану, Росія. Входить до складу Великошадинської сільської ради.
Населення — 19 осіб (2010; 29 у 2002).
Національний склад:
- татари — 93 %